# Федоровское (Кузнечихинское сельское поселение)
Федоровское — село в Ярославском районе Ярославской области России.
В рамках организации местного самоуправления входит в Кузнечихинское сельское поселение; в рамках административно-территориального устройства относится к Рютневскому сельскому округу.

## География
Расположено в 9 км на север от центра поселения деревни Кузнечиха и в 15 км к северу от центра города Ярославль.

## История
В XVI—XVIII веках село было в составе Городского стана Ярославского уезда Замосковного края.
В писцовых книгах 1627—1629 годов записано, что «Село Федоровское состоит за Иваном Петровым сыном Долгово-Сабуровым, а в нём церковь во имя великого чудотворца Николы древяна клетцки, в церкви образы и книги и всякое церковное строение помещиково, стоит на помещиков земле, у церкви на помещиковой же земле поп Овдей, дьячек и пономарь, пашни церковные нет».
Каменная церковь в селе построена в 1780 году на средства прихожан с помещицей Mapией Семеновой Долгово-Сабуровой. В зимней — два престола: нерукотвореного образа Спаса и Свят. Чудотв. Николая. В летней — престол Смоленской Божией Матери.
В конце XIX — начале XX века село входило в состав Толгобольской волости Ярославского уезда Ярославской губернии.
С 1929 года село входило в состав Лопуховского сельсовета Ярославского района, с 1954 года — в составе Рютневского сельсовета, с 2005 года — в составе Кузнечихинского сельского поселения.

## Население
| 1859 | 1914 | 2007 | 2010 |
| ---- | ---- | ---- | ---- |
| 19   | ↗113 | ↘0   | ↗1   |

## Достопримечательности
В селе расположена действующая Церковь Смоленской иконы Божией Матери (1780).